# André Rouvoet

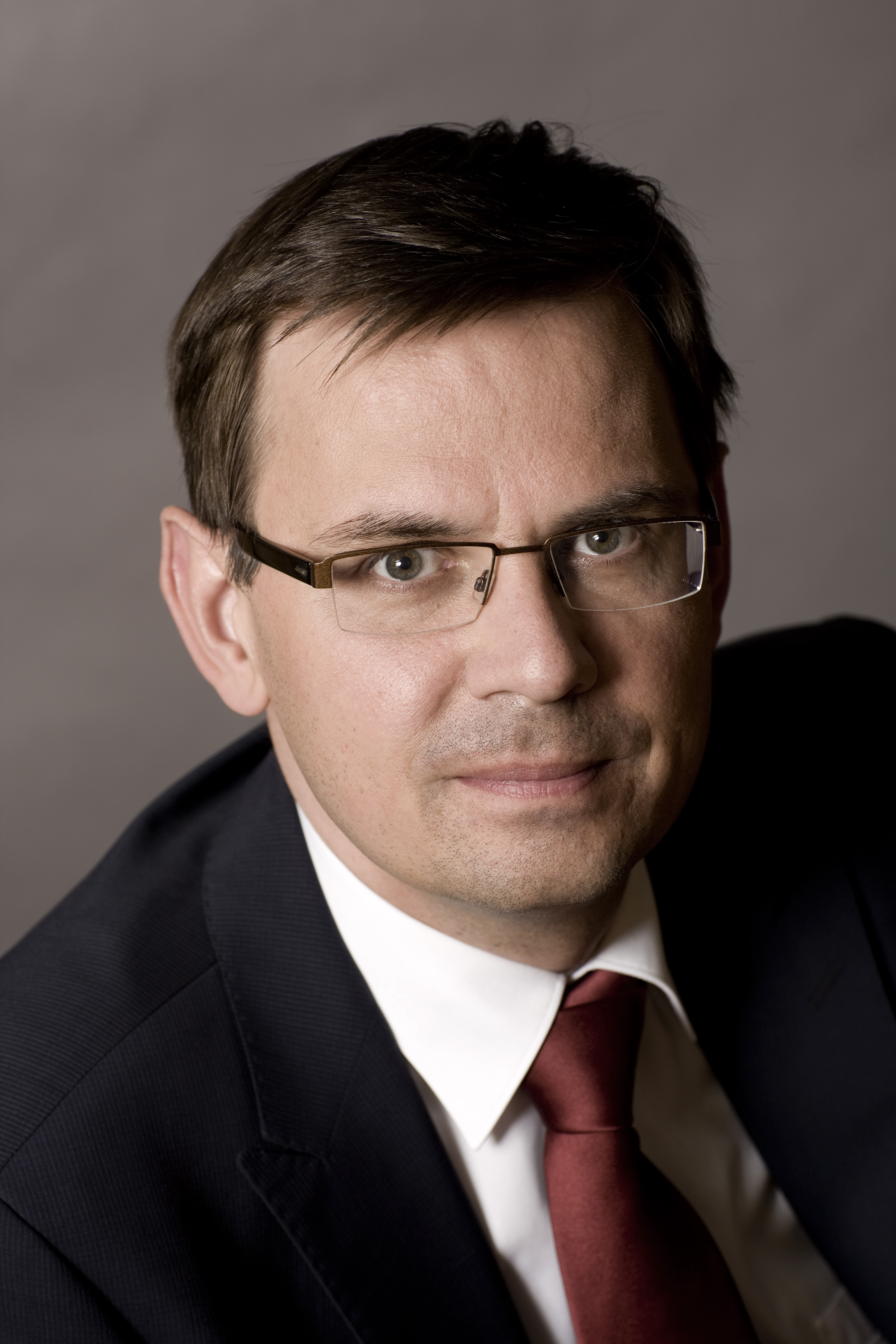
André Rouvoet

André Rouvoet (* 4. Januar 1962 in Hilversum) ist ein niederländischer Politiker der ChristenUnie, der früher der Reformatorische Politieke Federatie (RPF) angehörte. Vom 22. Februar 2007 bis zum 14. Oktober 2010 war er stellvertretender Ministerpräsident der Niederlande.

## Ausbildung
Rouvet besuchte von 1974 bis 1980 das Comenius College in Hilversum und studierte von 1981 bis 1986 Rechtswissenschaft und Staatsphilosophie an der Freien Universität Amsterdam.

## Politische Laufbahn
Zunächst kam Rouvoet am 17. Mai 1994 für die RPF, der er seit 1985 angehörte, ins Parlament. Seit dem 13. Mai 2001 bis zum 17. Mai 2011 (mit einer Unterbrechung von 2007 bis 2010) saß er, nach der Fusion der RPF mit dem Gereformeerd Politiek Verbond (GPV) zur ChristenUnie, für diese in der Zweiten Kammer.
Rouvoet war vom 12. November 2002 bis zum 22. Februar 2007 und noch einmal vom 10. Juni 2010 bis zum 28. April 2011 Fraktionsvorsitzender der ChristenUnie und bei den Wahlen von 2003 und 2006 Spitzenkandidat der Partei. 2004 wurde er von der niederländischen parlamentarischen Pressevereinigung zum Politiker des Jahres gewählt. Mit Bildung der CDA/PvdA/CU-Koalitionsregierung, bei der die ChristenUnie sich erstmals an der Regierung beteiligte, wurde er am 22. Februar 2007 stellvertretender Ministerpräsident und Minister für Familie und Jugend der Niederlande. Seine Amtszeit endete am 14. Oktober 2010. Im April 2011 kündigte er seinen Rückzug aus der Politik an.

## Privates
Rouvoet ist Mitglied der christlich-reformierten Kirche. Er ist seit Juli 1986 mit Liesbeth verheiratet. Das Ehepaar hat einen Sohn Arjen und vier Töchter Rianna, Marieke, Lydia und Emma und wohnt in Woerden.